# Komandoo (Lhaviyani-atol)
Komandoo is een van de onbewoonde eilanden van het Lhaviyani-atol behorende tot de Maldiven.